# Rhipsalis pentaptera
Rhipsalis pentaptera ist eine Pflanzenart in der Gattung Rhipsalis aus der Familie der Kakteengewächse (Cactaceae). Das Artepitheton pentaptera leitet sich von den griechischen Worten penta- für ‚fünf‘ sowie pteron für ‚Flügel‘ ab und verweist auf die oft fünfflügeligen Triebabschnitte der Art.

## Beschreibung
Rhipsalis pentaptera wächst reich verzweigend epiphytisch und strauchig mit mehr oder weniger aufrechten Trieben und erreicht Wuchshöhen von 30 bis 40 Zentimeter. Die einzelnen oder in Gruppen von zwei bis drei akrotonisch verzweigenden, leuchtend grünen Triebe sind steif. Sie sind drei- bis siebenflügelig oder drei- bis siebenrippig. Die Triebe weisen Durchmesser von 6 bis 15 Millimeter auf und sind 7 bis 12 Zentimeter lang. Die Areolen bilden regelmäßige Reihen und sind mit wenigen Borsten besetzt, die auch gänzlich fehlen können.
Die weißen, 7 bis 8 Millimeter langen Blüten erscheinen nacheinander aus den oberen Triebteilen. Sie sind einzeln oder stehen in Gruppen von zwei bis vier Blüten zusammen. Die Früchte sind weiß bis etwas rosafarben.

## Verbreitung, Systematik und Gefährdung
Rhipsalis pentaptera ist in der Umgebung der brasilianischen Stadt Rio de Janeiro verbreitet. Sie ist jedoch in der Natur vermutlich ausgestorben.
Die Erstbeschreibung erfolgte 1836 durch Albert Gottfried Dietrich. Nomenklatorische Synonyme sind Hariota pentaptera (Pfeiff. ex A.Dietr.) Lem. (1839), Hariota pentaptera (Pfeiff. ex A.Dietr.) Kuntze (1891) und Hylorhipsalis pentaptera (Pfeiff. ex A.Dietr.) Doweld (2002).
In der Roten Liste gefährdeter Arten der IUCN wird die Art als „Critically Endangered (CR)“, d. h. als vom Aussterben bedroht geführt.

## Nachweise